# Laurence Eusden
 (mars 2008).
Améliorez-le ou discutez des points à vérifier. 
Laurence Eusden (6 septembre 1688-27 septembre 1730) est un poète anglais jugé assez médiocre qui est devenu néanmoins poète lauréat en 1718.

## Vie
Fils du révérend Laurence Eusden, recteur de Spofforth, Yorkshire, Laurence Eusden naît à Spofforth, dans le Yorkshire du Nord, en 1688 (date inconnue). Eusden est baptisé le 6 septembre 1688. Il étudie à St Peter's School de York et à Trinity College, à Cambridge en 1711.
Dès l'abord, Eusden décide de faire carrière en cherchant des amis influents. Pour quelqu'un comme lui, instruit, ayant étudié à Trinity College, mais sans fortune personnelle et ni relations dans le monde, il n'y a pas d'autre moyen de se faire une situation. Il commence à écrire, — versifier serait plus approprié, — avec l'intention d'employer ses talents pour s'attirer la notoriété. En récompense du Mariage de Newcastle, poème dans lequel il flatte le mariage de Thomas Pelham-Holles, 1er duc de Newcastle, Lord Chamberlain celui-ci le fait nommer, en récompense, poète Lauréat en 1718.
Eusden, qui a trente-deux ans à l'époque de sa nomination, est le plus jeune poète lauréat. Il obtient ce poste due à la mort du poète lauréat précédent, Nicholas Rowe, et avec la recommandation de Joseph Addison. 
Les dernières années de sa vie sont assez misérables. Tandis qu'Eusden apprécie probablement ravi de son ordination comme clerc dans les années 1720 et de sa nomination au poste de recteur de Coningsby, dans le Lincolnshire, son élévation à la charge de poète lauréat lui rapporte peu, mais en fait un objet de dérision auprès de ses pairs, tant au niveau social que littéraire. Grand buveur, Eusden meurt à Coningsby le 27 septembre 1730, et est enterré dans l'église paroissiale locale.

## Poésie et critique
Les œuvres d'Eusden ne sont plus guère accessibles, aujourd'hui. Néanmoins, l'un de ses poèmes est accessible sur Internet, The Origin Of The Knights Of The Bath. Les douze premiers vers de ce poème sont révélateurs de la lourdeur de la poésie d'Eusden :
| The Origin Of The Knights Of The Bath |  |
| 1: Hail glorious Off-spring of a glorious Race! 2: Britannia's other Hope, and blooming Grace! 3: Thou smil'st already on the burnish'd Shield, 4: And thy weak Hand the little Sword can wield: 5: Already, clad in Arms, Thou mov'st along, 6: The Love, and Wonder of each ravish'd Throng! 7: A-while vouchsafe, young Hero, to retire 8: 'Mid' Streams, and Grottos, and th'Aonian Choir: 9: Apollo, God of Fore-sight, who with Ease 10: Thy distant, ripen'd Years, as present, sees, 11: Bids all the Muses Thee receive with Pride, 12: To all the Muses by all Arts ally'd. |  |
| |  |

Le nom d'Eusden est rarement cité pour ses traductions ou ses poèmes, mais plutôt pour les nombreuses allusions satiriques de Pope, par exemple « Savoir, Eusden ne se rassasie ni de critique ni d'éloge; il dort parmi les raseurs des anciens jours. » Peu lu aujourd'hui, il est l'un des quelques poètes qualifiés de « raseurs » dans La Dunciade la satire de Pope.
En fait, il y a très peu à dire d'Eusden, hormis à ses frais, depuis Alexander Pope - un contemporain infiniment supérieur. Dans La Dunciade (publiée en 1728), peu échappent à l'attaque de Pope contre tout ce qui est prétentieux, pompeux et absurde, et Eusden n'est pas l'un d'entre eux.
Dans La Dunciade, Eusden n'est l'objet que d'une ligne (Livre 1, ligne 104), mais à cette ligne est liée une page entière de notes pleines de remarques acides et divertissantes - l'intuition de Pope tout du long.
Eusden, a laurel'd Bard, by fortune rais'd,
By very few was read, by fewer prais'd...
Eusden, un barde couvert de lauriers, par la fortune élu,
Par bien peu fut lu, par bien peu fut élu...
Pope cite ces lignes - qui ne sont pas de lui - avec délectation et les prolonge par une réflexion sur cette fortune qui a élevé Eusden si haut, signifiant à ses soutiens haut-placés: « Que la remise de lauriers sur la tête d'un qui écrit de tels vers, donnera dans le futur une idée vraiment frappante du jugement et de la justice de ceux qui les ont accordés. »
En plus des critiques de Pope sur le talent d'Eusden, Thomas Gray, auteur de l'Elégie écrite dans un cimetière de campagne, dit qu'« Eusden était bien parti dans la vie, mais, par la suite, il s'avéra un ivrogne entiché de ses facultés ».
Comme nombre de critiques d'Eusden l'ont noté, il vaudrait mieux décrire Eusden comme un auteur de vers ou un faiseur de vers, et certainement l'un des moins légers de la poésie anglaise.